# Spoutnik V
« Spoutnik V » redirige ici. Ne pas confondre avec le satellite Spoutnik 5.
Gam-COVID-Vac (russe : Гам-КОВИД-Вак, Gam-KOVID-Vak), connu sous le surnom Spoutnik V (russe : Спутник V) et la marque Sputnik V, est un vaccin contre la Covid-19 mis au point par l'Institut de recherche Gamaleïa d'épidémiologie et de microbiologie,,.

## Technologie
Le Gam-COVID-Vac est un vaccin viral à deux vecteurs basé sur deux adénovirus humains — un virus du rhume commun — contenant le gène qui code le péplomère du SARS-CoV-2 pour stimuler une réponse immunitaire. Le vaccin a été élaboré par une équipe de microbiologistes cellulaires de l'Institut de recherche Gamaleïa d'épidémiologie et de microbiologie, soutenu par le gouvernement russe. Le groupe était dirigé par le docteur Denis Logunov, membre associé de la RAS, qui a également travaillé sur des vaccins contre la maladie à virus Ebola et le coronavirus responsable du syndrome respiratoire du Moyen-Orient (MERS).
Les adénovirus recombinants de types 26 et 5 sont tous deux utilisés comme vecteurs dans le vaccin. Ils sont issus de la biotechnologie et contiennent l'ADNc de la protéine S du SARS-CoV-2. Ils sont tous deux administrés dans le muscle deltoïde : le vaccin à base d'Ad26 est utilisé le premier jour et le vaccin Ad5 est utilisé le 21e jour pour stimuler la réponse immunitaire. L'utilisation de deux sérotypes différents, administrés à 21 jours d'intervalle, vise à surmonter toute immunité adénovirale préexistante dans la population. Le vaccin antérieur contre la maladie à virus Ebola, également développé à l'Institut Gamaleïa, était similaire. Le principe général du premier boost avec deux vecteurs différents a été largement utilisé expérimentalement.
Les adénovirus recombinants ont été largement utilisés comme vecteurs de vaccins car ils peuvent accueillir de grandes charges génétiques et, bien qu'incapables de se répliquer, ils déclenchent suffisamment les capteurs d'immunité innée pour assurer un engagement solide du système immunitaire. Par conséquent, ils n'ont pas besoin d'adjuvant et peuvent conférer une immunité après une seule dose. L'inconvénient des vaccins à base d'adénovirus recombinants est que de fortes doses sont nécessaires, généralement 1010 ou 1011 particules, ce qui impose de grandes exigences en matière de fabrication et de quantification nécessaires pour un déploiement à l'échelle mondiale.
Le vaccin peut être formulé sous forme de doses congelées (la température de stockage est de −18 °C) et lyophilisées (« Gam-COVID-Vac-Lyo », la température de stockage est de 2 °C  à 8 °C). La première formulation a été développée pour une utilisation à grande échelle, elle est donc moins chère et plus facile à fabriquer. La production d'une formulation lyophilisée prend beaucoup plus de temps et de ressources, bien qu'elle soit plus pratique pour le stockage et le transport. Le Gam-COVID-Vac-Lyo a été développé spécialement pour la livraison de vaccins dans les régions difficiles à atteindre de la fédération de Russie.

## Histoire
Son usage en Russie a été autorisé par le ministère de la Santé de la fédération de Russie (en) le 11 août 2020, bien qu'il n'eût alors été testé que sur un petit groupe de personnes pendant les premières phases cliniques, qui ont duré deux mois, alors que la mise au point d'un vaccin à usage généralisé exige au minimum un an d'essais cliniques pour déterminer son innocuité et son efficacité contre une maladie virale,,. 
L'approbation du ministère, jugée prématurée, a probablement visé à affirmer que la Russie est le premier pays à mettre au point un vaccin contre la Covid-19,,,,,.
Des voix de la communauté scientifique internationale se sont élevées contre l'approbation hâtive du vaccin, surtout parce qu'aucun résultat clinique n'avait été publié à ce moment-là,,,.
Le 12 août 2020, selon les autorités russes, au moins 20 pays souhaitaient utiliser le vaccin.
En mars 2021, 74 pays ont commandé le vaccin à la Russie, et le 4 mars Vladimir Poutine déclare : « Les vaccins russes sont plus efficaces et plus sûrs que les autres. »
Le 25 mars 2021 le Président Macron déclare lors d’une conférence de presse donnée à l’issue d’un sommet de l’UE que « Nous sommes face à une guerre mondiale d'un nouveau genre. Face notamment aux attaques, aux velléités de déstabilisation russes, chinoises d'influence par le vaccin. Face à cela, si nous voulons tenir, nous devons être souverains. Nous nous sommes mis aujourd’hui en capacité de produire pour ce faire. »[pertinence contestée]
Le 2 mars 2023, Andrey Botikov, l'un des concepteurs du vaccin Spoutnik V est retrouvé étranglé à mort avec une ceinture à Moscou. Le profil de son assassin laisse penser à une affaire de mœurs.

## Production
Bien que gratuit en Russie, le coût par dose serait inférieur à 10 dollars — soit huit euros quarante — (ou moins de 20 dollars pour les deux doses nécessaires pour vacciner une personne) sur les marchés internationaux, ce qui le rend beaucoup plus abordable que les vaccins à ARNm d'autres fabricants. Fin novembre 2020, Kirill Dmitriev, responsable du Russian Direct Investment Fund (RDIF), a déclaré aux journalistes que plus d'un milliard de doses du vaccin devraient être produites en 2021 en dehors de la Russie,.

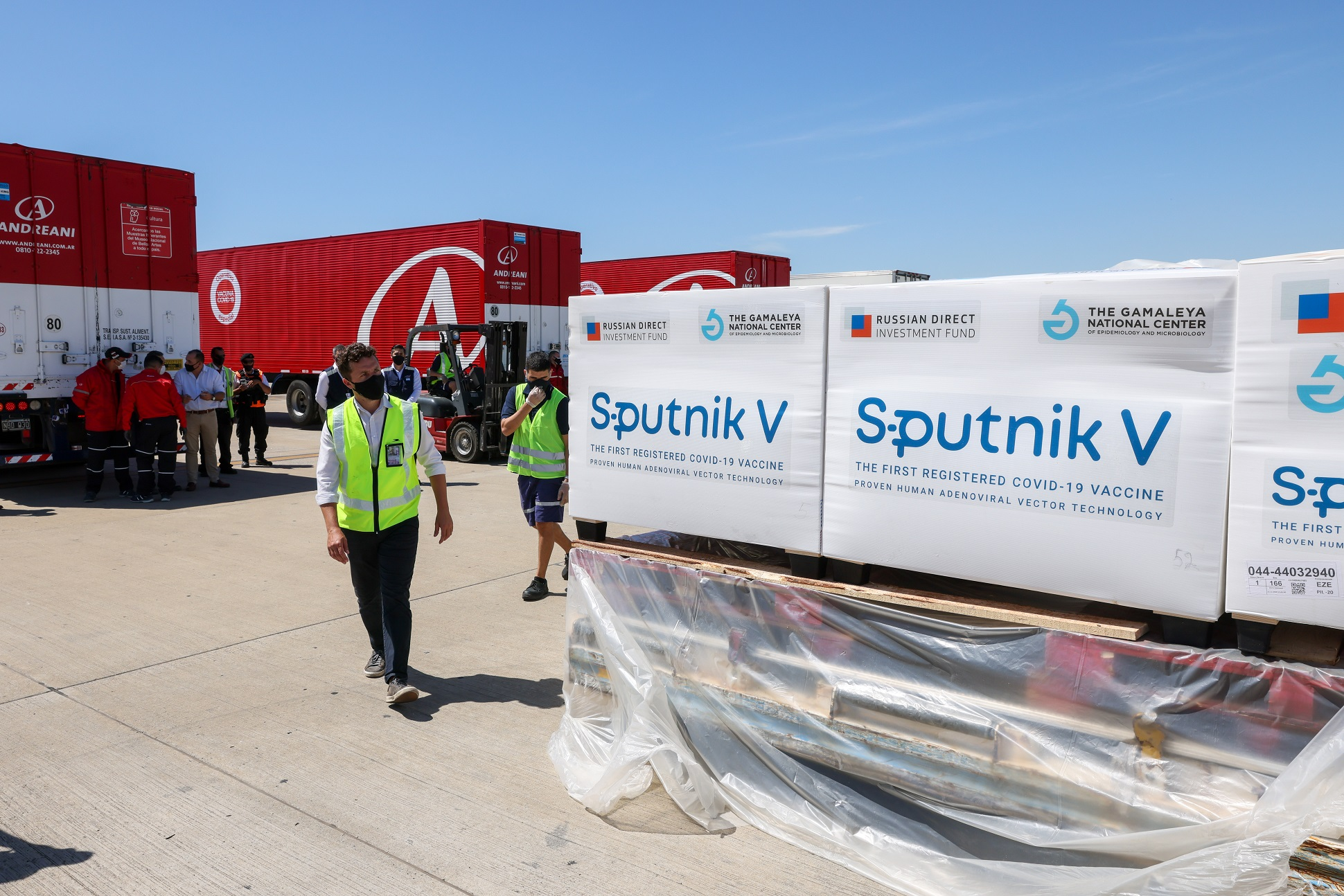
Arrivée de doses du vaccin Sputnik V en Argentine (décembre 2020).

En novembre 2020, le Centre médical Hadassah israélien a signé un protocole d'accord commercial pour obtenir 1,5  à   3 millions de doses. L'Argentine a accepté d'acheter 25 millions de doses du vaccin, recevant un premier lot de 10 millions de doses dès le mois de décembre 2020, si elle obtient le feu vert pour les essais cliniques. Le vaccin a été enregistré et approuvé en Argentine à la fin de décembre 2020. L'État brésilien de Bahia a également signé un accord pour mener des essais cliniques de phase III du vaccin Sputnik V et prévoit d'acheter 50 millions de doses pour les commercialiser dans le nord-est du Brésil.
Selon le Russian Direct Investment Fund (RDIF), les fabricants russes du vaccin ont reçu des commandes pour plus de 1,2 milliard de doses du vaccin au cours de la première semaine de décembre 2020. Plus de 50 pays avaient fait des demandes de doses, les fournitures pour le marché mondial étant produites par des partenaires en Inde, au Brésil, en Chine, en Corée du Sud, en Hongrie et dans d'autres pays,. 
En janvier 2021, des accords sont signés sur la production de plus de 300 millions de doses de vaccin en Inde avant août 2021. Le RDIF a annoncé son intention de vendre 100 millions de doses à l'Inde, 35 millions à l'Ouzbékistan et 32 millions au Mexique, ainsi que 25 millions au Népal et à l'Égypte chacun.
En février 2021, deux pays, l'Allemagne et la France, sont prêts à le fabriquer « si l'Agence européenne des médicaments (AEM) leur donne le feu vert ».
À la mi-mars 2021, le Russian Direct Investment Fund (RDIF) annonce avoir signé une entente de production de 200 millions de doses par an avec l'entreprise indienne Virchow BioTech. 
En mars 2021, le RDIF a également signé des ententes de production avec les entreprises indiennes Gland Pharma, Stelis Biopharma et Hetero, chacune devant produire 200 millions de doses du vaccin Sputnik V.

## Essais cliniques

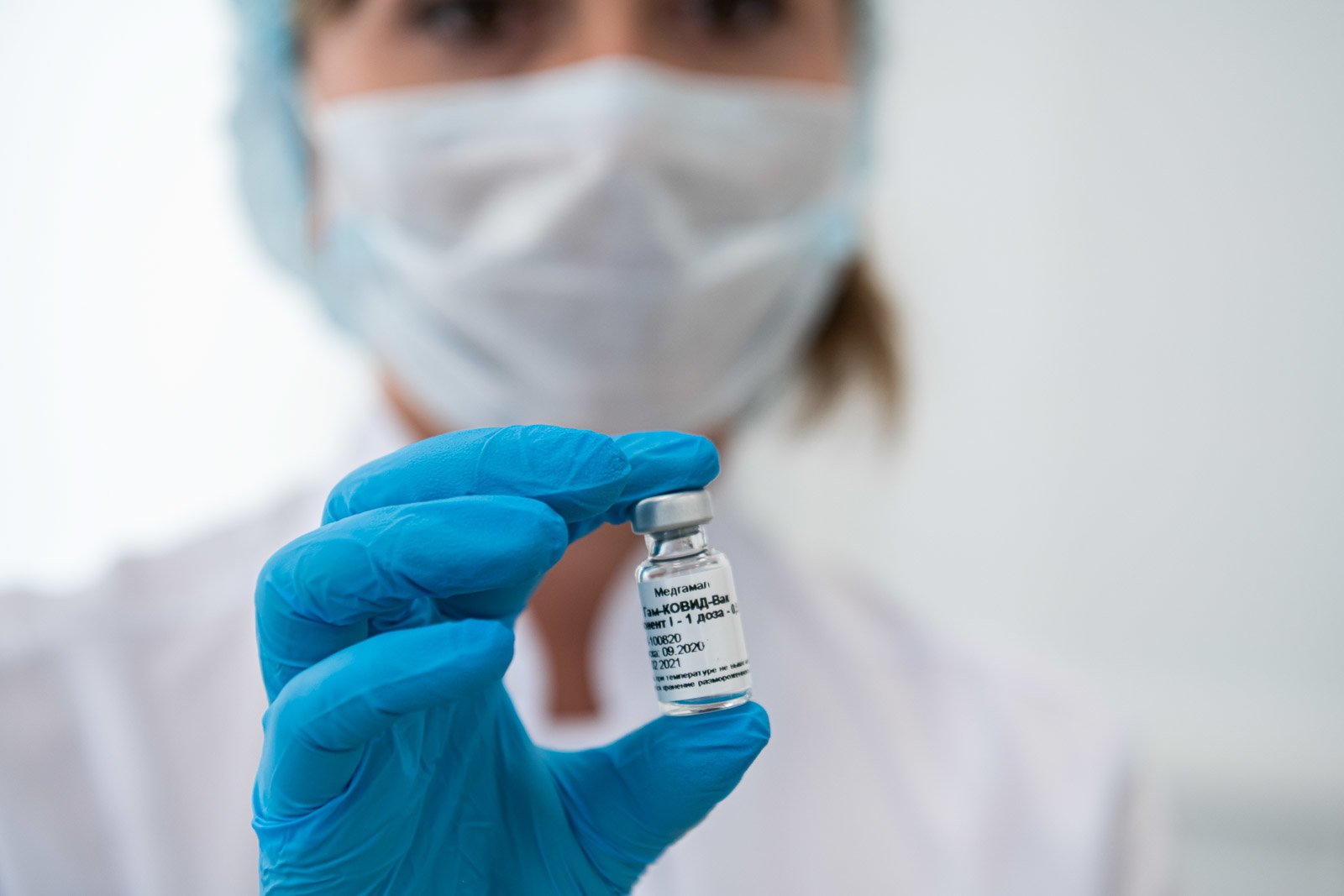
En septembre 2020 à Moscou, une spécialiste manipule une fiole du vaccin.

Au moment où Gam-COVID-Vac est autorisé par le ministère de la Santé de la fédération de Russie (en), plusieurs vaccins hors Russie sont étudiés dans le cadre d'essais cliniques phase III avec des milliers de participants,,. Dans la majorité des pays qui suivent les recommandations de l'OMS, les vaccins candidats ne sont pas approuvés ni offerts à la fabrication sous licence tant que leur innocuité et leur efficacité n'ont pas été démontrées par les données issues des études cliniques phase III, données qui sont vérifiées par des régulateurs internationaux.
Les résultats de la phase I et de la phase II ont été publiés le 4 septembre 2020,.
En décembre 2020, l'Institut Gamaleïa publie des données préliminaires sur 22 714 participants de son étude clinique phase III. C'est un essai randomisé contrôlé réalisé dans plusieurs cliniques à la fois qui engageait 40 000 volontaires et devrait se poursuivre jusqu'en mai 2021.
Début février 2021, sont publiés les résultats intermédiaires d'un essai de phase III du vaccin dans The Lancet. Les résultats de l'essai montrent un fort effet protecteur constant dans tous les groupes d'âge des participants, efficace à plus de 91,6 % contre les formes symptomatiques du Covid-19, et un peu moins pour les nouveaux variants.
Le rapport intérmédiaire des données de phase III comprend les résultats de plus de 20 000 participants, dont 75 % ont été affectés à recevoir le vaccin, et le suivi des événements indésirables et de l'infection. Les personnes recrutées étaient âgées de 18 ans et plus, pour environ 60 % de sexe masculin et étaient presque toutes blanches. Des comorbidités, un risque connu de gravité du Covid-19, étaient présentes chez environ un quart de ceux qui ont participé à l'essai. 62 (1,3 %) des 4 902 personnes du groupe placebo et 16 (0,1 %) des 14 964 participants du groupe vacciné avaient une infection confirmée par le SARS-CoV-2 à partir du jour 21 après la première dose de vaccin (critère de jugement principal).
Un graphique résolu dans le temps du taux d'incidence dans les deux groupes a montré que l'immunité requise pour prévenir la maladie est apparue dans les 18 jours suivant la première dose. Cette protection appliquée à tous les groupes d'âge, y compris ceux de plus de 60 ans, et les cas anecdotiques des personnes vaccinées mais infectées suggèrent que la gravité de la maladie diminue à mesure que l'immunité se développe. L'efficacité du vaccin, basée sur le nombre de cas confirmés de Covid-19 à partir de 21 jours après la première dose de vaccin, est rapportée à 91,6 % (IC à 95 % : 85,6–95,2), et la diminution suggérée de la gravité de la maladie après une dose semble « particulièrement encourageant » pour les stratégies actuelles d'économie de dose.
Les auteurs de l'étude parue dans le Lancet  expliquent toutefois que « l'analyse de l'efficacité ne porte que sur les cas symptomatiques » et que « d'autres recherches sont nécessaires pour cerner l'efficacité du vaccin sur les cas asymptomatiques et sur la transmission ».
Une étude publiée en décembre 2021 ayant testé l'efficacité de six vaccins face au variant Omicron observe qu'aucun des 11 patients complètement vaccinés avec le Spoutnik V n'avait généré d'anticorps neutralisants contre le variant Omicron.
Accusations de falsification des résultats des essais cliniques
En juin 2022, une équipe de chercheurs australiens de l’université de Nouvelle-Galles du Sud estiment à 0,02% les chances que les résultats de l'essai clinique mené par l'Institut Gamaleïa soient sincères. Les chercheurs mettent d'abord en cause le fait que l'efficacité du vaccin soit similaire dans tous les groupes d'âges, ce qui n'a été constaté pour aucun autre vaccin.
Ils insèrent ensuite les données des différents essais de chacun des vaccins dans un modèle de simulation pour observer à quelle fréquence chaque étude pouvait reproduire la même combinaison de résultats. Pour les vaccins Pfizer, Johnson and Johnson, AstraZeneca, et Moderna, ils obtiennent des résultats sensiblement identiques par rapport aux essais réalisés. Pour Spoutnik V, sur 50 000 simulations, seules 13 donnent un résultat cohérent avec l'essai publié.

## Vaccination

Au 30 novembre 2020 : en vert foncé se trouvent les pays qui ont commandé des millions de doses de Spoutnik V ; en vert clair, les pays qui ont manifesté leur intérêt pour l'obtention du vaccin ou qui le testent déjà.

En décembre 2020, la Biélorussie et l'Argentine accordent une autorisation d'utilisation d'urgence pour le vaccin. 
Le 21 janvier 2021, la Hongrie est le premier pays de l'Union européenne à enregistrer le vaccin pour une utilisation d'urgence,,,. La même journée, les Émirats arabes unis l'autorisent également.
Le vaccin a également reçu une autorisation d'utilisation d'urgence en Algérie, Bolivie, Serbie et en Palestine. 
Début mars 2021, l'Afrique du Sud met ce vaccin sous surveillance, parce qu'il est soupçonné d'accroître le risque d'infection au VIH, déjà très présent dans ce pays. La raison en est l'adénovirus de type 5 (Ad5) utilisé comme vecteur viral, qui diminuerait l'activité des lymphocytes TDC4 et TDC8 face au VIH, et déjà signalé pour ce problème en 2013 dans un article du Lancet.
Le 4 mars 2021, l'Agence européenne des médicaments (AEM) entame l'examen du vaccin Gam-COVID-Vac, alors que la Russie annonce pouvoir fournir de quoi vacciner cinquante millions d'Européens à partir du mois de juin.
Le 31 mai 2021, Clément Beaune, secrétaire d'État français aux Affaires européennes, annonce toutefois que le futur passe sanitaire ne reconnaîtra que les vaccins autorisés par l'Agence européenne des médicaments, et ne prendra pas en compte Spoutnik V,.